# Hugh FitzRoy, 11:e hertig av Grafton

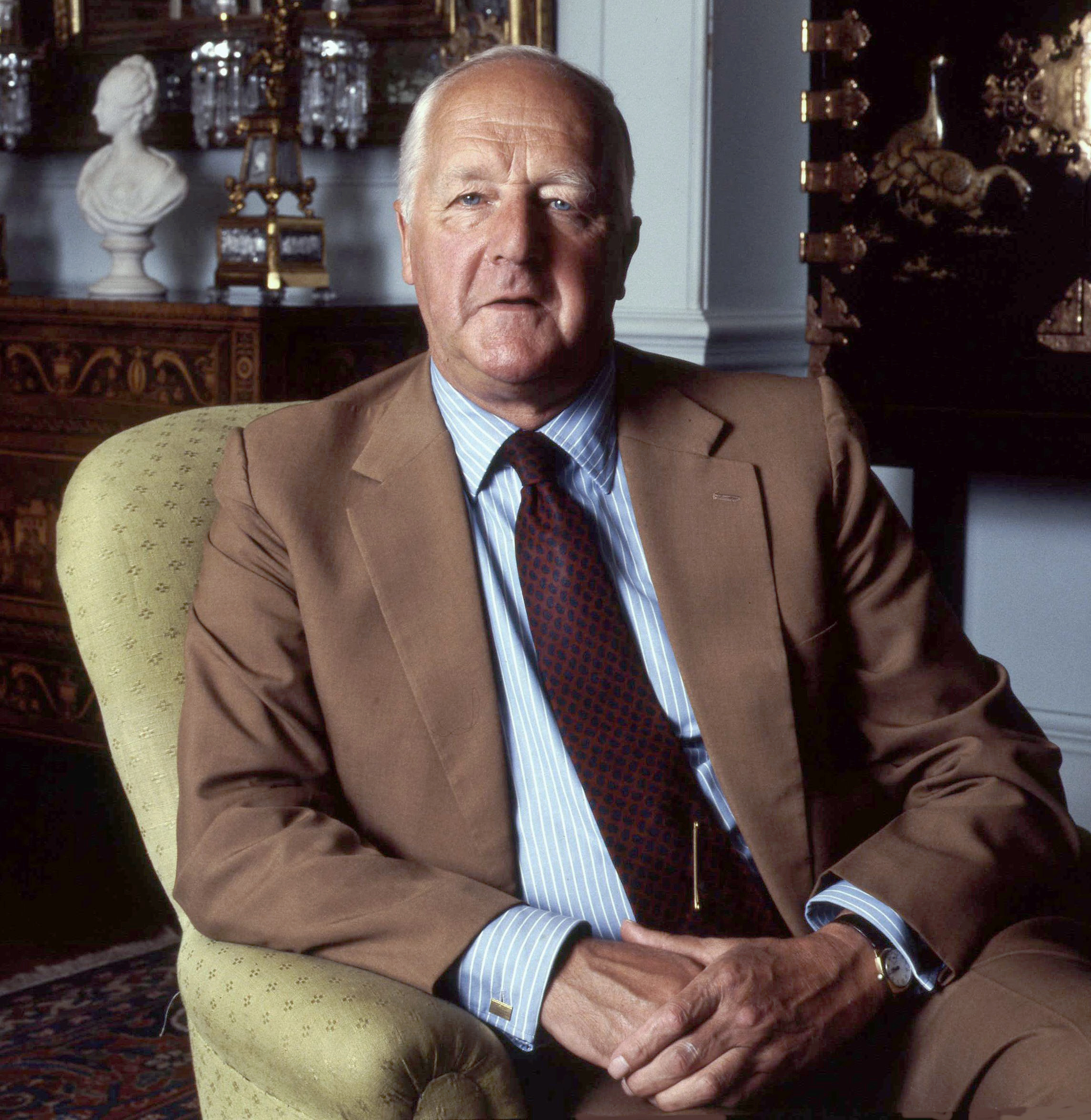
Hugh Denis Charles FitzRoy, 11:e hertig av Grafton, 1984.

Hugh Denis Charles FitzRoy, 11:e hertig av Grafton, född 3 april 1919 i Kapstaden i Sydafrika, död 7 april 2011 på Euston Hall nära Thetford i Norfolk, var en brittisk pär, son till Charles FitzRoy, 10:e hertig av Grafton och Lady Doreen Maria Sydney Buxton (1897-1923).
Han gifte sig 1946 med Ann Fortune Smith (född 1920). 
Hugh Denis Charles FitzRoy utbildades bland annat vid Eton och universitetet i Cambridge.
Han gjorde delvis en militär karriär och var bland annat adjutant hos vicekungen av Indien 1943–1947. Han utnämndes 1976 till riddare av Strumpebandsorden av drottning Elizabeth II. 1990 blev han utnämnd till hedersdoktor i juridik vid universitetet i East Anglia, Norwich, Norfolk. Han var medlem av the Society of Antiquaries of London. 

## Barn
- James Oliver Charles FitzRoy, Earl av Euston (1947–2009), gift med Lady Claire Amabel Margaret Kerr (1951– ), de fick en son (Henry FitzRoy, 12:e hertig av Grafton), och fyra döttrar.
- Lady Henrietta FitzRoy (1949– ), gift med Edward Gerald Patrick St. George
- Lady Virginia FitzRoy (1954– ), gift 1:o 1980 med Lord Ralph William Francis Joseph Kerr, (skilda 1987) . Gift 2:o 1995 med Roger Babington Hill
- Lord Charles Patrick Hugh FitzRoy (1957– ), gift med Diana M. Miller-Stirling
- Lady Rose FitzRoy (1963– ), gift med John Guy Elmhirst Monson